# Nyambaye
Nyambaye est une localité du Cameroun, située dans l'arrondissement de Bokito, le département du Mbam-et-Inoubou et la région du Centre.

## Population
Lors du recensement de 2005, on y a dénombré 338 personnes.